# Летний-2
Летний-2 — посёлок, учитывающийся в составе поселка Летнереченский на территории Летнереченского сельского поселения Беломорского района Республики Карелия России.

## География
Расположен на берегу реки Летняя.
В посёлке находится памятник истории — братская могила советских воинов, погибших в годы Советско-финской войны (1941—1944).

## Население
| 2002 | 2009 | 2010 | 2013 |
| ---- | ---- | ---- | ---- |
| 143  | ↘73  | ↘53  | ↘38  |

## Транспорт
Стоит на дороге 86К-26 («Подъезд к пос. Летнереченский»)